# Walter Schmidinger
Walter Schmidinger (né le 28 avril 1933 à Linz et mort le 28 septembre 2013  à Berlin) est un acteur autrichien.

## Théâtre (liste partielle)
- Petypon dans Liebe (mise en scène : Rolf Becker)
- Willi dans Heimarbeit (mise en scène : Horst Siede)
- Hatch dans Die See (mise en scène : Luc Bondy)
- Tartuffe dans Tartuffe (mise en scène : Ingmar Bergman)
- Herr von Lips dans Der Zerrissene (mise en scène : Gustav Manker)
- Herzog von Clarence dans Richard III (mise en scène : Kurt Meisel)
- Gennadius dans Der Wald (mise en scène : Harald Clemen)
- Kari Bühl dans Der Schwierige (mise en scène : Hans Gratzer)
- Salieri dans Amadeus (mise en scène : Kurt Meisel)
- Dichter dans Der Reigen (mise en scène : Kurt Meisel)
- Arzt dans Nach Damaskus (mise en scène : Erwin Axer)
- Shylock dans Der Kaufmann von Venedig (mise en scène : Alfred Kirchner)
- Malvolio dans Was ihr wollt (mise en scène : Wilfried Minks)
- Leonce dans Leonce und Lena (mise en scène : Dieter Dorn)
- Cyprian dans Der Park (mise en scène : Peter Stein)
- Nathan dans Nathan der Weise (mise en scène : Bernard Sobel)
- 1. Schauspieler dans Hamlet (mise en scène : Klaus Maria Brandauer)
- König dans Leonce und Lena (mise en scène : Robert Wilson)

## Filmographie partielle

### Cinéma
- 1973 : Der Fußgänger (The Pedestrian)
- 1975 : Eiszeit (Ice Age) de Peter Zadek
- 1977 : L'Œuf du serpent  d'Ingmar Bergman
- 1979 : Geschichten aus dem Wienerwald de Maximilian Schell
- 1988 : Hanussen d'István Szabó
- 1994 : Hölderlin Comics d'Harald Bergmann
- 1998 :  Opernball – Die Opfer/Die Täter
- 2000 : Scardanelli d'Harald Bergmann
- 2006 : Requiem de Hans-Christian Schmid

### Télévision
- 1976 : Derrick - Saison 3, épisode 10 « Das Bordfest »
- 1980 : De la vie des marionnettes  (Aus dem Leben der Marionetten) d'Ingmar Bergman (téléfilm)
- 2003 : Passion Hölderlin d'Harald Bergmann (documentaire)

## Récompenses et distinctions
- 2006 : Prix Nestroy de Théâtre pour l'ensemble de son œuvre